# Локалита Кјуза (Равена)
Локалита Кјуза је насеље у Италији у округу Равена, региону Емилија-Ромања.
Према процени из 2011. у насељу је живело 21 становника. Насеље се налази на надморској висини од 11 м.